# Choumsk
Choumsk (en ukrainien : Шумськ ; en polonais : Szumsk ; en russe : Шумск) est une ville de l'oblast de Ternopil, en Ukraine. Sa population s'élevait à 5 300 habitants en 2022.

## Géographie
Choumsk est située à 74 km au nord-est de Ternopil, à 153 km à l'est-nord-est de Lviv et à 316 km à l'ouest-sud-ouest de Kiev.

## Histoire

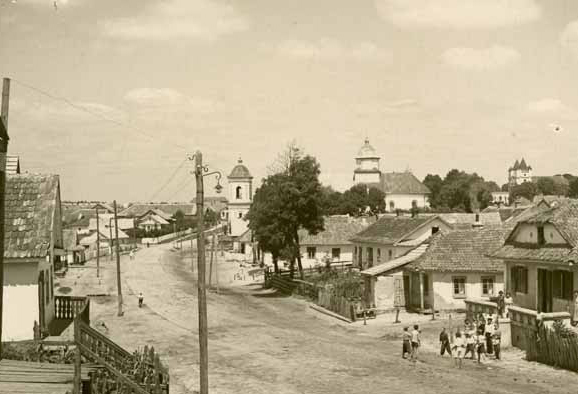
Choumsk en 1938.

La première mention écrite de Choumsk, dans la Chronique d'Ipatiev, remonte à l'année 1149. La ville est par la suite entourée de remparts. Sa population vit de l'agriculture, de l'élevage, de la chasse, de la pêche, de l'apiculture et l'artisanat. Au XIXe siècle, la ville compte plusieurs petites unités industrielles : briqueterie, brasserie, tissage, tannerie, etc. Après la Première Guerre mondiale (1919), Choumsk est prise par les troupes polonaises. En 1939, après le Pacte germano-soviétique, elle est envahie par l'Armée rouge puis annexée à l'Union soviétique. Elle perd son statut de ville, mais devient le centre d'un raïon (district). Ce n'est qu'en 1999, pour son 850e anniversaire, que le parlement ukrainien lui rend son statut de ville.

## Population
Recensements (*) ou estimations de la population :
| 1959* | 1970* | 1979* | 1989* | 2001* | 2011  |
| ----- | ----- | ----- | ----- | ----- | ----- |
| 1 955 | 3 346 | 4 196 | 4 925 | 5 161 | 5 387 |

| 2012  | 2013  | 2014  | 2015  | 2016  | 2017  |
| ----- | ----- | ----- | ----- | ----- | ----- |
| 5 404 | 5 404 | 5 460 | 5 465 | 5 476 | 5 453 |